# سكوت وليامز (قاتل متسلسل)
سكوت وليامز (بالإنجليزية: Scott Williams) هو قاتل متسلسل أمريكي، ولد في 3 ديسمبر 1963 في مونرو في الولايات المتحدة.